# 原田久仁信
原田 久仁信（はらだ くにちか、1951年〈昭和26年〉11月3日 - 2025年〈令和7年〉5月7日）は、日本の漫画家。妻がいる。

## 概要
福岡県福岡市出身、1959年・小学2年で諸事情により静岡県熱海市の叔父の元に2歳下の妹と共に預けられ育つ。
1970年、静岡県立熱海高等学校卒業後、東京に上京。漫画制作の際のファッションセンスを磨き勉強したいと考え、一旦はアパレル企業（株式会社ジュン）に就職しデザイン室で働くも1年で自ら退職し、漫画家を目指しながら数年間様々なアルバイト生活を過ごす。伊豆諸島・新島でのひと夏のアルバイト経験により、新島の伝説をモチーフに初めて完成させた短編『ビッグ・ウェーブ』が第1回『小学館新人コミック大賞・少年まんが部門（1977年上期）入選第2席』を受賞。1978年、『週刊少年サンデー増刊号』冬休み増刊号（小学館）に受賞作が掲載され漫画家デビューを果たす。
1980年、漫画原作者・梶原一騎に指名されるかたちで『週刊少年サンデー』6月1日号より『プロレススーパースター列伝』を連載開始。当時のプロレスブームに乗りヒットとなる。
同作は梶原の暴力事件に端を発する一連のスキャンダルで連載打ち切りとなり、1983年6月15日号が最終回であった。
1984年末、新宿・京王プラザホテルでの小学館恒例の忘年会にて杖をついて歩く梶原と再会した際に、今度俺の引退作が始まる。集大成となる自伝をやるから描けとの命令形の略式オファーを梶原自身から直接受け「描きます」と原田は即答し、2人は再びタッグを組む。
1985年、『梶原一樹人生劇場 男の星座』は『週刊漫画ゴラク』（日本文芸社）で5月24日号から連載が開始されたが、梶原が連載途中に急逝し、1987年2月13日号を最後にこの作品も未完に終わった。
その後は、青年誌を中心に執筆。実録マンガを中心に執筆する。だが、かつてのようなヒットに恵まれず、2000年の中頃から、バス会社で清掃の仕事や冷凍倉庫でのアルバイト、ラーメン屋の仕事などを兼業しながら生計を立てる。
2007年、宝島社より『別冊宝島』プロレス関連ムック本が定期刊行される。連載漫画に原田が起用され、『プロレス地獄変』シリーズを発表。プロレスファンの話題を呼び、読み切り漫画やプロレスイラストの依頼も再び来るようになる。
2013年に増田俊也からのラブコールを受けて、増田の大宅賞受賞作『木村政彦はなぜ力道山を殺さなかったのか』の漫画化作品『KIMURA』の連載を『週刊大衆』で開始、漫画家として本格復帰する。原田にとってほぼ30年ぶりとなる週刊誌連載であり、62歳という高齢でありながら「命がけで描いていく」と決意を語っていた。
2025年5月7日、心筋梗塞のため死去。73歳没。

## 作品リスト
- バイタル挙次（原作：竹山洋、週刊少年サンデー増刊号、1980年1 - 5月短期連載[1]）
- プロレススーパースター列伝 （原作：梶原一騎）
- 一騎人生劇場 男の星座 （原作：梶原一騎）
- 劇画内閣総理大臣伝 （原作：よつや文）
- 日本宰相列伝（原作：よつや文）
- 格闘技セカイオー （原作：真樹日佐夫）
- サラバ兄貴（原作：真樹日佐夫）
- プロレスヒーロー列伝・力道山 修業編 （原作：原康史）
- 熱いですよ!（原作：きむらはじめ）
- スポーツ名勝負列伝（原作：本間正夫）
- スポーツ名勝負物語（原作：本間正夫）
- プロ野球スーパースター列伝
- ヤクザ大辞典（原作：山平重樹）
- ザ・YAKUZA
- 靖逆の犬
- マンガ仕手相場（こずかた治）
- 男漢ジョー
- 不死鳥（フェニックス）ドン
- プロレス大勝負
- マグナムチキン
- シューティングタイガー
  - シューティングタイガー199X
- 毛利元就西国の覇者
- 徳川慶喜最後の将軍
- 格闘技の描き方
- オカルトの描き方
- バトルの描き方
- 劇画 プロレス地獄変
- 劇画 プロレス夢十夜
- KIMURA（原作：増田俊也） - 『週刊大衆』（双葉社）連載
増田俊也『木村政彦はなぜ力道山を殺さなかったのか』の漫画化作品。
全11巻（第0巻 - 第10巻）
- 力道山プロレス地獄変 木村政彦はなぜ力道山を殺さなかったのか〜最終章〜（原作：増田俊也）
『KIMURA』の続編。上下巻。
- 増補DX完全版 劇画 プロレス地獄変（2017年、宝島社）

### 自伝（回想録）
- 『「プロレススーパースター列伝」秘録』文藝春秋、2024年11月30日。ISBN 978-4-16-391921-8。[12]

## 師匠
- 小山ゆう